# Kya: Dark Lineage
Kya: Dark Lineage es un videojuego de acción-aventura en tercera persona para la PlayStation 2, desarrollado por Eden Games y publicado por Atari. 

## Trama
Kya: Dark Lineage, trata de una joven, Kya, que vive con su medio hermano Frank. El juego comienza con que Frank encuentra un laboratorio secreto, lo que hace que Kya se extrañe, y encuentran una especie de amuleto. Este les transporta a un mundo diferente, donde lo dominan los Wolfun. Kya termina ayudando a las criaturas llamadas Nativs, seres que por culpa del padre de Kya (Brazul), son transformadas en Wolfun. Kya, gracias al amuleto que los Nativs le dan, transforma a los Wolfun de nuevo en Nativs. Kya, además de tener este propósito, debe de salvar a su medio hermano que fue capturado por Brazul.

## Jugabilidad
Kya: Dark Lineage centrado en la acción-aventura de juegos de plataforma, con el jugador Kya rectores a través de diversas etapas. Durante el juego, el jugador puede ganar nooties, lo que les permite regresar a la ciudad Nativ para comprar artículos necesarios para progresar en el juego. El jugador puede comprar varios artículos que permiten Kya para aumentar su movilidad, incluyendo la capacidad de escalar superficies resbaladizas, realizar saltos de la pared o montar lagartos de movimiento rápido llamados Jamguts. Cada vez que el jugador sufre un daño, Kya puede recuperar energía mediante el drenaje desde fragmentos de ámbar grande.
El juego se centra fuertemente en el elemento del aire, con varias secuencias en las que Kya debe utilizar las fuertes corrientes de viento a su favor (aunque éstos también se puede llegar a ser una perturbación en ciertos puntos). También cuenta con varias secuencias caída libre durante el cual el jugador debe controlar la velocidad de Kya y la dirección de su descenso, que generalmente termina cuando Kya cae en una flor grande llamada Amortos, que actúa como una bolsa de aire. El jugador sufre daños al tocar objetos mientras esta en caída libre, o al instante pierde una vida al aterrizar en el suelo (momento en el que la secuencia de caída libre se reiniciará).
Como complemento a la movilidad del jugador es de Kya "Boomy", un arma mágica de boomerang, como lo que permite Kya para cortar las cuerdas y atacar a los enemigos. El Boomy se puede actualizar dos veces en la ciudad Nativ, en primer lugar que permite al jugador que apunte en una perspectiva en primera persona (Silver Boomy) y después (Golden Boomy), que permite al jugador para activar interruptores o ataque enemigos normalmente inalcanzables. El jugador también puede comprar bombas explosivas o electrizantes. Además, hay trampas adquiribles que se pueden utilizar para capturar monstruos raros para el zoológico de Nativ.
Puzles, que a menudo se basan en artículos o criaturas en el entorno inmediato a resolver, son otra parte del juego. Otros puzles podrían requerir el uso creativo de la movilidad Kya, o incluso el uso de su capacidad totalmente actualizado Boomy a ser dirigido como el jugador desea. Algunas sólo pueden ser resueltos cuando el jugador ha adquirido el equipo correcto para Kya de Nativ Ciudad.
Más allá de la porción inicial del juego, el avance del jugador se basa en tres factores: El equipo que ha comprado, el número de Wolfen / Wolfun Kya se ha convertido de nuevo en Nativs y, en definitiva, la colección de los siete runas. Un total de 260 Nativs puede ser rescatado a través del curso del juego, aunque el jugador no está obligado a rescatar a todos para hacer frente a Brazul y completar el juego.
Un sistema muy elogiado, la mano-a-mano que es muy similar a los camorristas moderna está incluido, durante el cual Kya es incapaz de usar sus armas de largo alcance y en su lugar deberá dedicarse a sus enemigos en combate cuerpo a cuerpo con puños, patadas y lanzamientos. El jugador participará en esta forma de combate, cuando un Wolfen / Wolfun está cerca. Los jugadores comienzan con solo algunos movimientos simples y Kya aprende de Akasa, aunque los jugadores pueden adquirir pulseras más potente en las tiendas de Nativ que aumentan la fuerza de los ataques Kya y le permiten utilizar una mayor variedad de movimientos de combate, tales como coger Wolfen / Wolfun por sus colas y girando a su alrededor, o incluso se monta encima de ellos para embestir contra los demás. Cada vez que un Wolfen / Wolfun queda inconsciente, el jugador puede exorcizar de nuevo en su forma original Nativ, asumiendo Kya tiene suficiente esferas Mana.
Además añadiendo a la diversidad del juego son las Juntas Magic que permiten Kya a descender rápidamente a través de rocas o de lo contrario terreno peligroso. Estas secuencias se parecen mucho a los juegos de snowboard, aunque Kya inicialmente se ve obligada a deslizarse hacia abajo, simplemente áreas resbaladizas en sus pies.